# 富崎春昇

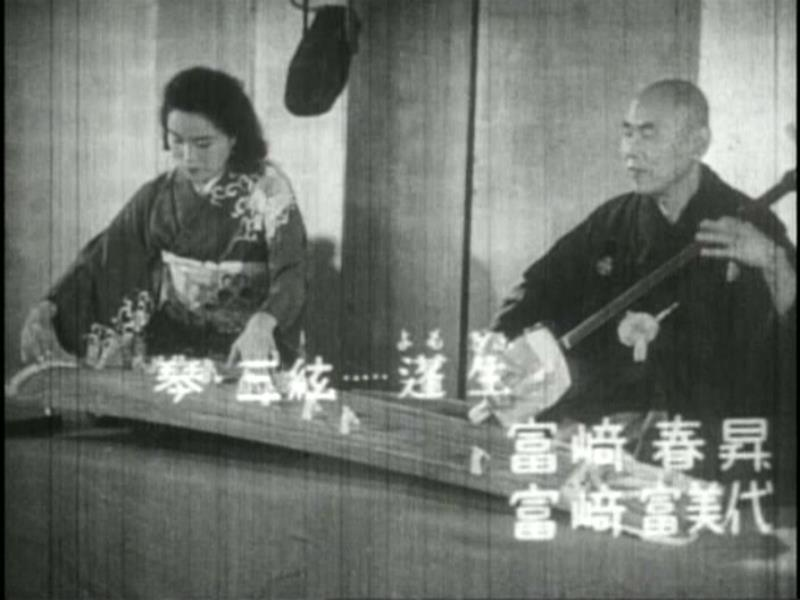
富崎春昇（右。1948年）

富崎 春昇（とみさき しゅんしょう、1880年9月12日 - 1958年2月2日）は明治から昭和前期にかけて活躍した地歌奏者。富派家元。本名は吉倉 助次郎。
上方地歌の伝統を受継ぐ名手であり、埋もれた古曲を多く伝承した一方、積極的に新作に取組み、三絃奏法に改良を加えるなど、進取の気風に富む人物でもあった。

## 生涯
大阪市島之内生まれ。祖父は人形浄瑠璃の吉田玉造、父は吉田玉助。3歳（数え年で4歳）にして失明する。
1887年から富派家元富崎宗順に師事して地歌を学び、1896年、富崎春琴を名乗る。1904年に宗順が死去すると、1908年に家元を継ぎ、富崎春昇と改名する。
1917年には東京の有楽座で地歌の独演会を開くなど、積極的に関東に進出。翌年には東京へ移住した。
1938年、日本当道音楽会から名誉大検校を贈られる。1947年には日本三曲協会会長に就任。1948年8月18日、芸術院会員。また新作「蓬生」（谷崎潤一郎作詞）の作曲によって文部大臣賞。1955年、重要無形文化財保持者（人間国宝）。1957年、文化功労者。
1958年2月2日、逝去。享年78（77歳で没した）。没後従四位勲四等旭日小綬章追贈。

## 作品
- 春の江の島
- 楠昔噺
- 蓬生